# Phantasy Star
Phantasy Star (Japans: ファンタシースター) is een computerspel dat werd ontwikkeld en uitgegeven door Sega. Het spel kwam in 1987 uit voor de Sega Master System.

## Platforms
| Jaar | Platform              |
| ---- | --------------------- |
| 1987 | SEGA Master System    |
| 1994 | Sega Mega Drive       |
| 2009 | Virtual Console (Wii) |

## Ontvangst
| Beoordeeld door                | Platform           | Datum            | Score |
| ------------------------------ | ------------------ | ---------------- | ----- |
| RPGamer                        | SEGA Master System | 8 juni 2000      | 100%  |
| Shin Force                     | SEGA Master System | 10 januari 2007  | 91%   |
| Jeuxvideo.com                  | Wii                | 14 januari 2010  | 90%   |
| VideoGame                      | SEGA Master System | oktober 1991     | 90%   |
| Retrogaming.it                 | SEGA Master System | 22 januari 2008  | 90%   |
| Jeuxvideo.com                  | SEGA Master System | 14 januari 2010  | 90%   |
| Defunct Games                  | SEGA Master System | 12 mei 2007      | 85%   |
| Retroguiden                    | SEGA Master System | 21 augustus 2008 | 80%   |
| Nintendo Life                  | Wii                | 16 augustus 2009 | 80%   |
| Computer and Video Games (CVG) | SEGA Master System | maart 1989       | 75%   |